# La Mâchoire de Caïn
La Mâchoire de Caïn (titre original : Cain's Jawbone) est un roman policier écrit par l'auteur britannique Edward Powys Mathers, sous le pseudonyme « Torquemada ». 
Publié pour la première fois en 1934 au Royaume-Uni, à la fin du livre d’énigmes The Torquemada Puzzle Book (un mélange de mots croisés, d’acrostiches, d’anagrammes, de passe-temps et de problèmes verbaux), Cain’s Jawbone est un roman policier en forme de livre-puzzle mystérieux dont les 100 pages ont été imprimées et reliées dans le désordre. Le lecteur est invité à les remettre dans l'ordre afin de résoudre les six crimes, en trouvant les victimes et leurs meurtriers. La publication du livre s'accompagne d'un concours qui offre un prix au premier lecteur à résoudre le puzzle.
En 2019, l'éditeur de financement participatif Unbound a publié une nouvelle édition autonome du livre-puzzle en collaboration avec l'association caritative The Laurence Sterne Trust. Le livre connaît une nouvelle popularité à la suite de nombreux partages sur le réseau social TikTok.  
En 2023, il est publié en français par Le Livre de poche en sous le titre La Mâchoire de Caïn. Ce livre est l'une des plus vieilles et plus difficiles énigmes littéraires. 

## Histoire du livre

### Première publication (1934)
Edward Powys Mathers a introduit au Royaume-Uni en 1924 les mots croisés cryptés dans le journal Observer sous le pseudonyme de Torquemada. En plus d’être écrivain et cruciverbiste, Powys Mathers était également traducteur et responsable d’une édition des Mille et Une Nuits dans les années 1920, ainsi que d’autres livres. Il publie une sélection de ses énigmes de mots croisés, « contrepèteries », « télé-grilles » et autres jeux verbaux, sous le titre Torquemada Puzzle Book, dédiée à Dorothy L Sayers, la doyenne du roman policier. À la fin de ce livre se trouve « Cain's Jawbone ». La particularité du livre est d'être imprimé dans le désordre, invitant le lecteur à réorganiser les pages, pour en résoudre le mystère.  Le puzzle extrêmement difficile – il y a plus de 32 millions de combinaisons de pages possibles, mais un seul ordre est correct  – n'a été résolu que par deux personnes dans les années 1930 : Saxon Sydney-Turner et W. S. Kennedy. En récompense, ils ont tous les deux reçu un prix de 25 livres (soit environ 2 500 $ aujourd'hui), et la solution au puzzle est par la suite restée secrète.

### Seconde publication (2019)
En 2016, l'association Laurence Sterne Trust, qui collectionne les œuvres littéraires insolites, reçoit un exemplaire du livre. Elle l'intègre à la collection de son musée, mais ne dispose pas de la solution au puzzle. 
Le conservateur du musée, Patrick Wildgust se lance alors la mission de le résoudre. Après des mois de recherches – qu'il qualifie d'« entreprise compliquée et parsemée d'embûches » –, Wildgust réussit à dénicher une solution. En 2016, il fait appel au Guardian pour obtenir de l'aide, et le journal a lancé un appel en son nom. Sa recherche l'a finalement conduit à John Price, qui avait acquis un exemplaire du livre de puzzles Torquemada dans les années 80 et avait placé son propre SOS dans un magazine de mots croisés en 1988. Le plaidoyer de Price a été entendu par un résident d'une maison de retraite du Hampshire, en Angleterre, qui lui a envoyé la solution à l'énigme, ainsi que sa pagination correcte. Cet homme a affirmé avoir résolu l'énigme lors de la première publication du livre et a en sa possession une note de félicitations de Torquemada pour le prouver,. Au total, entre 1934 et 2021, seuls 4 lecteurs seraient parvenus à résoudre l'énigme. 
Une fois le mystère résolu, le livre a été réédité en 2020 par l'éditeur Unbound, ce dernier offrant un prix de 1 000 £ à quiconque pourrait le résoudre durant l'année suivant sa parution. L'éditeur avertit toutefois que « la compétition n'est pas pour les âmes sensibles » et que le puzzle est « phénoménalement difficile ». 
Quelque mois plus tard, l'énigme est résolue par le comédien britannique John Finnemore, qui raconte avoir passé environ quatre mois pendant le confinement à travailler à la résolution de l'énigme. Patrick Wildgust et John Finnemore sont convenus de garder la solution « un secret bien gardé, afin que le puzzle puisse être apprécié par les générations futures ». L'éditeur décide alors de poursuivre le concours, le Laurence Sterne Trust se chargeant de confirmer toute autre solution correcte qui lui est soumise. 
En novembre 2021, une vidéo au sujet du livre publiée sur TikTok est vue 6,6 millions de fois. Par la suite, le livre connaît une nouvelle popularité, vendu à 325 000 exemplaires et traduit en 12 langues. Il paraît en France en 2023, au Livre de poche qui écoule 20 000 exemplaires du livre en dix jours.
En février 2023, John Finnemore annonce qu'il écrit la suite de La Mâchoire de Caïn,. Il paraît le 22 août 2024 par Unbound sous le titre The Researcher's First Murder: A New Cain's Jawbone Puzzle, et prend la forme d'une boite de cent cartes postales. 

## Une exception littéraire
L’énigme à résoudre, telle que présentée par l’éditeur, se résume à deux questions : quel est l’ordre logique des pages ? Qui sont les six meurtriers et les six victimes ? De manière sous-jacente, le lecteur est invité à se demander :  quelle est la cause immédiate de chaque meurtre ? Dans quel complot général s’inscrivent-ils ? 
Rompant avec la tradition du whodunit (histoire policière se terminant invariablement par l’intervention du détective, révélant l’identité du coupable aux protagonistes comme au lecteur), le livre ne porte pas la solution de l’énigme, cette solution demeure cachée, derrière, peut-être, un millier de références (soit une dizaine pour chacune des cent pages).
L'auteur recourt à différents procédés, littéraires et ludiques, visant à mettre le lecteur sur la voie de la solution, voire à le dérouter : références littéraires (parmi lesquelles Shakespeare, Stevenson, Whitman et surtout Oscar Wilde) ; indices temporels et géographiques, indications érudites historiques, voire végétales et météorologiques ; périphrases (un reste de dessert glacé est « un verdoiement », une cigarette Nestor est évoquée à travers la figure shakespearienne du « vénérable dont Achille voulait chasser l’hiver des lèvres de Cressida »…) ; homonymies (un même nom désigne plusieurs personnages, voire objets ou animaux) et leur contraire (un même personnage est désigné sous plusieurs noms) ; contrepèteries ; définitions en abyme (dans son introduction « Éloge de Torquemada » à l’édition française, Hervé Le Tellier, membre de l’Oulipo, cite Georges Perec – grand maître des romans « à contrainte »-, qui pour le mot « érosio » donnait pour définition : « elle a déjà commencé », tandis que Torquemada, dans la version originale de La Mâchoire de Caïn, évoque les « ickets », qui sont des tickets... compostés puisqu’il en manque un morceau) ; homophonies approximatives (Sir Roland et Sir Weedon Mowthalorn, pour « Roll and Mow the Lawn » et « Weed and Mow the Lawn”, soit rouler, semer, tondre la pelouse), un autre exercice fétiche des Oulipiens ; peut-être l’anagramme ou l'acrostiche…
La Mâchoire de Caïn, objet littéraire unique, mélange de puzzle, de roman policier, de mots croisés, se présente comme un récit déconstruit, d’abord parce que ses cent pages sont dans le désordre, ensuite parce qu’il apparaît assez rapidement que la trame en est composée, comme dans Rashōmon, par une pluralité de narrateurs primaires, derrière le flux de pensées desquels peuvent se cacher un certain nombre de narrateurs secondaires bien qu’illustres, volontiers cités de manière cryptique (sans guillemets ni italiques).
Certains procédés présents dans La Mâchoire de Caïn  avaient été utilisés par Faulkner dans son roman Le Bruit et la Fureur paru en 1929 : pluralité des narrateurs, narration issue d'un "courant de conscience" faisant fi des règles typographiques qui veulent qu'une citation soit entre guillemets ou en italiques, attribution d'un même nom à plusieurs personnages. Concernant ce dernier procédé utilisé par Faulkner, Nathalie Sarraute écrivait : "Ce prénom qu'il promène d'un personnage à l'autre sous l'œil agacé du lecteur, comme le morceau de sucre sous le nez d'un chien, force le lecteur à se tenir constamment sur le qui-vive. (...) il doit, pour identifier les personnages, les reconnaître aussitôt, comme l'auteur lui-même, par le dedans, grâce à des indices qui ne lui sont révélés que si, renonçant à ses habitudes de confort, il plonge en eux aussi loin que l'auteur et fait sienne sa vision".

## Dix conseils pour progresser dans la résolution des énigmes de «La Mâchoire de Caïn»
1. Assembler les quelques paires de pages dont l’assemblage, sans être celui proposé initialement, est évident compte tenu de l’enchaînement entre la fin de la première et le début de la seconde. Ne pas se préoccuper de la casse ou de l'espacement des lignes (variables suivant les pages pour préserver un espace de notes intangible, mais sans effet sur la résolution des énigmes).
2. Caractériser chaque page en fonction de critères normés (figures de style, temps de la narration, citations, personnages, auteurs, lieux, dates, objets, aliments, animaux, indications météorologiques, etc.), ce qui peut nécessiter le recours à des moteurs de recherche, des forums spécialisés, etc., car l’érudition de l’honnête homme ou femme des années 2020 n’est pas celle des lecteurs et lectrices de l’Angleterre des années 1930.
3. Choisir un système de classement de l’information adapté (un tableur, de préférence).
4. Si possible, se référer à la version originale (langue anglaise) de préférence à une traduction. A noter : un certain nombre de pages comprennent des contrepèteries. Elles sont évidemment intraduisibles de l’anglais au français. Les traducteurs ont donc choisi de mettre des contrepèteries dans les mêmes pages mais pas nécessairement au même endroit. Cela n’a pas d’incidence sur la résolution de l’énigme.
5. Se familiariser avec les dispositifs narratifs de l’auteur : périphrases, références littéraires plus ou moins cachées, fausses pistes, utilisation d’un même nom pour plusieurs personnages, objets, animaux, plantes, …
6. Se référer aux sources de l’auteur : le « Chambers Book of Days », le « Chambers's Twentieth Century Dictionary » (1908), l’ouvrage évoqué page 28, …
7. Classer les pages par séquence (l’ouvrage « dans l’ordre » étant composé d’un certain nombre de séquences, chaque séquence ayant un facteur narratif majeur commun).
8. Ordonner les pages au sein de chaque séquence, après avoir identifié le système (temporel, géographique, …) d’indices propre à chacune d’elles.
9. Identifier et caractériser chaque meurtre : causes, modalités, auteur, victime.
10. Chercher à comprendre la logique globale du complot initial.

## Edition
- (en) Edward Powys Mathers as "Torquemada", The Torquemada Puzzle Book[note 2], Victor Gollancz Ltd, 1934.
- (en) Edward Powys Mathers, Cain's Jawbone, Unbound, 2019, 224 p. (ISBN 978-1783527410).
- (pt) Edward Powys Mathers (trad. Myra Marple), A Mandíbula de Caim, Intrínseca, 2022, 224 p. (ISBN 978-1783527410).
- (es) Edward Powys Mathers (trad. Victoria Simó Perales), El enigma de Caín, Alfaguara, 2022, 224 p. (ISBN 978-8418915444).
- (it) Edward Powys Mathers (trad. The Crime Badger[note 3]), La mascella di Caino, Mondadori, 2022, 224 p. (ISBN 978-8804752677).
- (de) Edward Powys Mathers (trad. Henry McGuffin, Peter Torberg), Kains Knochen, Suhrkamp, 2022, 210 p. (ISBN 9783518472774).
- (nl) Edward Powys Mathers (trad. Anne Oosthuizen), Kaïns Kaakbot, BBNC Uitgevers, 2023, 208 p. (ISBN 978-9045328041).
- Edward Powys Mathers (trad. Claire Watson), La Mâchoire de Caïn, Le Livre de poche, 2023, 224 p. (ISBN 978-2-253-94026-5).